# Acuticauda
Acuticauda  (лат.) — род тлей из подсемейства Aphidinae (Macrosiphini). Неарктика и Палеарктика.

## Описание
Мелкие насекомые желтовато-зелёного цвета, длина около 2 мм.
Ассоциированы с различными растениями (Compositae).
- Acuticauda asterensis (Gillette & Palmer, 1929)
- Acuticauda erigerontis Leclant & G. Remaudière, 1967
- Acuticauda solidaginifoliae (Williams, T.A., 1911)